# Start (Musical Instrument Digital Interface)
 (avril 2012).
Si vous disposez d'ouvrages ou d'articles de référence ou si vous connaissez des sites web de qualité traitant du thème abordé ici, merci de compléter l'article en donnant les références utiles à sa vérifiabilité et en les liant à la section « Notes et références ».
Pour les articles homonymes, voir Start.
Le start est un message MIDI permettant de déclencher la lecture d'une séquence à partir de son début.

## Format et type
- Format : 11111010 (FAH)
- Type : system real time message

## Description
Lorsqu'une unité maître bascule en mode de lecture à partir du début d'un morceau, un message de start est envoyé aux unités esclaves. A priori, ces dernières doivent attendre la réception d'un message d'horloge MIDI pour se synchroniser. Malheureusement, certains appareils MIDI interprètent à tort ce message de start comme un timing clock. Dans ce cas, les unités esclaves "avancent" d'au maximum une horloge MIDI. Sur un autre plan, afin de leur laisser le temps de réagir (c'est-à-dire de ne pas manquer le premier message d'horloge), le message de start émis par une unité maître doit être espacé d'au moins une milliseconde par rapport au timing clock suivant. Malgré le fait qu'une unité esclave réglée en mode interne n'accepte en théorie aucun message temps réel, certaines d'entre elles, en pratique, démarrent à réception d'une commande de start, mais à leur propre tempo, et par conséquent sans se synchroniser sur les timing clock reçus.